# Maximiliano Ribero
Emanuel Maximiliano Ribero (Aristóbulo del Valle, Argentina; 22 de diciembre de 1997) es un futbolista argentino. Juega de centrocampista y su equipo actual es CA Central Norte de la Primera B Nacional.

## Trayectoria
Formado en las inferiores del Newell's Old Boys, Ribero debutó en el primer equipo en junio de 2017 ante Central Norte por la Copa Argentina. Las siguientes dos temporadas solo disputó dos encuentros, y fue cedido al Sportivo Las Parejas del Torneo Federal A. Firmó permanentemente en el club en 2020.
En enero de 2022, el centrocampista se unió al Intercity de la Segunda Federación de España.
A comienzos de la temporada 2022-23, Ribero jugó en el Hércules CF.
En julio de 2023, fue incorporado al AD Llerenense.

## Estadísticas
Actualizado al último partido disputado el 7 de mayo de 2023.
| Club                           | Div.          | Temporada     | Liga  | Liga  | Copas nacionales | Copas nacionales | Copas internacionales | Copas internacionales | Total | Total |
| Club                           | Div.          | Temporada     | Part. | Goles | Part.            | Goles            | Part.                 | Goles                 | Part. | Goles |
| ------------------------------ | ------------- | ------------- | ----- | ----- | ---------------- | ---------------- | --------------------- | --------------------- | ----- | ----- |
| Newell's Old Boys Argentina    | 1.ª           | 2017-18       | 1     | 0     | 1                | 0                | —                     | —                     | 2     | 0     |
| Newell's Old Boys Argentina    | 1.ª           | 2018-19       | 1     | 0     | 0                | 0                | —                     | —                     | 1     | 0     |
| Newell's Old Boys Argentina    | 1.ª           | 2019-20       | 0     | 0     | 0                | 0                | —                     | —                     | 0     | 0     |
| Newell's Old Boys Argentina    | Total club    | Total club    | 2     | 0     | 1                | 0                | 0                     | 0                     | 3     | 0     |
| Sportivo Las Parejas Argentina | 3.ª           | 2019-20       | 26    | 0     | 2                | 0                | —                     | —                     | 28    | 0     |
| Sportivo Las Parejas Argentina | 3.ª           | 2021          | 19    | 1     | —                | —                | —                     | —                     | 19    | 1     |
| Sportivo Las Parejas Argentina | Total club    | Total club    | 45    | 1     | 2                | 0                | 0                     | 0                     | 47    | 1     |
| CF Intercity · España          | 4.ª           | 2021-22       | 12    | 0     | —                | —                | —                     | —                     | 12    | 0     |
| CF Intercity · España          | Total club    | Total club    | 12    | 0     | 0                | 0                | 0                     | 0                     | 12    | 0     |
| Hércules CF · España           | 4.ª           | 2022-23       | 28    | 0     | —                | —                | —                     | —                     | 28    | 0     |
| Hércules CF · España           | Total club    | Total club    | 28    | 0     | 0                | 0                | 0                     | 0                     | 28    | 0     |
| AD Llerenense · España         | 4.ª           | 2023-24       | 0     | 0     | —                | —                | —                     | —                     | 0     | 0     |
| AD Llerenense · España         | Total club    | Total club    | 0     | 0     | 0                | 0                | 0                     | 0                     | 0     | 0     |
| Total carrera                  | Total carrera | Total carrera | 87    | 1     | 3                | 0                | 0                     | 0                     | 90    | 1     |